# Assumptes Interns
Assumptes Interns va ser un programa diari d'entreteniment en clau d'humor que seguia el format de late night show, amb entrevistes i actuacions d'humoristes. Presentat per Pere Aznar, és una coproducció de Sunrise i El Terrat per a la Corporació Valenciana de Mitjans de Comunicació, À Punt. El primer programa s'estrenà el 10 de juny del 2018 com a part de la programació inicial d'À Punt, i va emetre's en tres temporades.

## Temporada 1 (docusèrie)
La primera temporada va consistir en una docusèrie de 21 capítols de 50 minuts de duració cadascun, emesa cada dimecres a partir de les 21:25. En cada programa s'oferia una mirada valenciana sobre un tema relacionat amb aspectes domèstics, socials i culturals de la vida quotidiana, representatiu de cada zona de la Comunitat a través de diferents personatges coneguts i anònims.

### Col·laboradors
- Soledad Giménez (cantant)[4]
- Álex Gadea (actor)[4]
- Jandro (humorista)[4]
- Yunke (mag)[4]
- Núria Roca (presentadora de televisió i locutora de ràdio)[4]
- Màxim Huerta (periodista i exministre de Cultura i Esport)[4]
- Isabel-Clara Simó (escriptora)[4]
- Carolina Ferre (presentadora de televisió)[4]
- Rebeca Valls (actriu)

## Temporada 1 ('talk show')
El 5 de novembre de 2018, s'estrenà la versió diària del programa, canviant el format i convertint-se, així, en un programa vinculat a l'actualitat, sense perdre la clau d'humor i amb convidats diaris. Pel plató va passar gent coneguda a escala estatal i comarcal com Enrique Arce, Eugeni Alemany, Aitana Sánchez Gijón o Silvia Abril.

### Col·laboradors
- Maria Juan
- Chus Lacort i Gemma Juan com 'Les Trinis'
- Carol Tomás

## Temporada 2 i 3

Estrenada el 9 de setembre de 2019 amb Andreu Buenafuente com a convidat especial, el format passa al prime time de la cadena, emetent-se de dilluns a dijous a les 22:00 h. Aquesta nova temporada comptà amb Maria Juan com a copresentadora.
Finalment, s'anuncià la cancel·lació sense avís previ i va emetre l'últim programa el 28 de novembre de 2019 a causa de les dolentes xifres d'audiència.

## Temporada 4
El març de 2020 va tornar a la graella d'À Punt amb format setmanal i amb reportatges de temes d'actualitat també en format d'humor. Pere Aznar segueix com a presentador i amb un equip de reporteres i reporters format per José Molins, Maria Fuster, Raúl Antón i Maria Zamora, a més d'una reportera convidada que anava canviant setmanalment que en el primer programa va ser l'històric Paco Nadal. Aquesta última temporada només va durar pocs mesos i no va reprendre l'activitat en la nova temporada de la cadena que s'iniciava el setembre d'aquell any.